# Pirrezanger
De pirrezanger (Basileuterus ignotus) is een zangvogel uit de familie Parulidae (Amerikaanse zangers).

## Verspreiding en leefgebied
Deze soort komt voor in de vochtige bergwouden van oostelijk Panama en uiterst noordwestelijk Colombia.